# كبلر-445c
كيبلر 445 سي (بالإنجليزية: Kepler-445c)‏ هو كوكب خارج المجموعة الشمسية، في كوكبة الدجاجة (كوكبة).

## الاكتشاف
اكتشف في 2015.